# Боченко Катерина Володимирівна
Катерина Володимирівна Боченко (нар. 25 травня 1986) — українська футболістка, захисниця. Майстер спорту України.

## Життєпис
Народилася в Донецьку, футболом розпочала займатися в 2000 році. У Вищій лізі дебютувала в 2003 році в складі клубу «ЦПОР-Донеччанка». У команді провела два сезони, за цей час у чемпіонаті України зіграла 16 матчів та відзначилася 2-а голами.
У 2005 році приєдналася до «Нафтохіміка». У складі калуського клубу тричі ставала бронзовою призеркою чемпіонату України, а в 2007 році допомогла калуському клубу стати переможцем чемпіонату України. За три сезони, проведені в калуському клубі, у чемпіонаті України зіграв 50 матчів та відзначився 3-а голами.
У 2010 році перейшла до «Житлобуду-1». Дебютувала за харківський клуб 14 травня того ж року в переможному (19:0) домашньому поєдинку 3-о туру Вищої ліги проти «Чорноморочки». Катерина вийшла на поле на 46-й хвилині, замінивши Єлізавету Костюченко. Того сезону у чемпіонаті України зіграла 8 матчів, допомогла команді завоювати срібні нагороди чемпіонату України та кубок країни. По закінченні сезону завершила футбольну кар'єру
Була кандидаткою до жіночої збірної України.
Навчалася в Донецькому спортивному інституті.

## Досягнення
«ЦПОР-Донеччанка»
- Вища ліга чемпіонату України
  -  Бронзовий призер (1): 2003

«Нафтохімік» (Калуш)
- Вища ліга чемпіонату України
  -  Чемпіон (1): 2007
  -  Бронзовий призер (2): 2006, 2008

«Житлобуд-1»
- Вища ліга чемпіонату України
  -  Срібний призер (1): 2010

- Кубок України
  -  Володар (1): 2010